# Ipodoryctes
Ipodoryctes is een geslacht van insecten uit de orde vliesvleugeligen (Hymenoptera) en de familie schildwespen (Braconidae).

## Soorten
Deze lijst van 35 stuks is mogelijk niet compleet.
- I. alutaceus Granger, 1949
- I. andreii Belokobylskij, 2001
- I. annulicornis Belokobylskij, 1994
- I. anticestriatus Granger, 1949
- I. ashmeadii (Baker, 1917)
- I. bicoloricornis (Granger, 1949)
- I. brevitergum Belokobylskij, 2001
- I. brevivenus Tang & Chen, 2011
- I. calacte (Nixon, 1939)
- I. coxalis (Szepligeti, 1914)
- I. elegans Belokobylskij, 2001
- I. elongatus Granger, 1949
- I. guizhouensis Tang & Chen, 2011
- I. hebeiensis Tang & Chen, 2011
- I. insignis Granger, 1949
- I. interstitialis Granger, 1949
- I. laetus (Belokobylskij, 1990)
- I. liui Tang & Chen, 2011
- I. longi Belokobylskij, 1994
- I. maculatus Belokobylskij, Iqbal & Austin, 2004

- I. niger Granger, 1949
- I. nitidus Belokobylskij, 2001
- I. pallidipes Granger, 1949
- I. perakensis Belokobylskij, 2001
- I. philippinensis Belokobylskij, 2001
- I. roslinensis (Lal, 1939)
- I. rugosiscutum Belokobylskij, 1994
- I. rugosus Tang & Chen, 2011
- I. rutilans Tang & Chen, 2011
- I. ryukyuensis Belokobylskij, 2001
- I. seyrigi (Granger, 1949)
- I. tamdaoensis Belokobylskij, 1994
- I. temporalis Belokobylskij, 2001
- I. tricoloricornis Granger, 1949
- I. wuyiensis Tang & Chen, 2011